# فرودگاه نوتو
فرودگاه نوتو (به انگلیسی: Noto Airport) یک فرودگاه همگانی با کد یاتا NTQ است که یک باند فرود آسفالت بتن دارد و طول باند آن ۲۰۰۰ متر است. این فرودگاه در شهر واجیما، ایشیکاوا کشور ژاپن قرار دارد .